# Puig de l'Àliga (Gandesa)
El Puig de l'Àliga és una muntanya de 484 metres que es troba al municipi de Gandesa, a la comarca de la Terra Alta.